# Micro-région de Bodrogköz
La micro-région de Bodrogköz (en hongrois : bodrogközi kistérség) est une micro-région statistique hongroise rassemblant plusieurs localités autour de Cigánd.